# Risaie vercellesi
Risaie vercellesi este o arie protejată (arie de protecție specială avifaunistică — SPA) din Italia întinsă pe o suprafață de 2.241 ha, integral pe uscat.

## Localizare
Centrul sitului Risaie vercellesi este situat la coordonatele 45°17′51″N 8°13′58″E / 45.2975°N 8.2328°E.

## Înființare
Situl Risaie vercellesi a fost declarat arie de protecție specială avifaunistică în octombrie 2006 pentru a proteja 20 de specii de animale.

## Biodiversitate
Situată în ecoregiunea continentală, aria protejată conține 5 habitate naturale: Ape puternic oligomezotrofe cu vegetație bentonică cu Chara spp., Păduri aluvionare cu Alnus glutinosa și Fraxinus excelsior (Alno-Padion, Alnion incanae, Salicion albae), Liziere de ierburi înalte hidrofile de câmpie și de nivel montan până la alpin, Păduri de stejar sau de stejar și carpen sub-atlantice și medio-europene de Carpinion betuli, Cursuri de apă de la nivel de câmpie la nivel montan, cu vegetație Ranunculion fluitantis și Callitricho-Batrachion.
La baza desemnării sitului se află mai multe specii protejate:
- păsări (16): pescăruș albastru (Alcedo atthis), egretă mare (Ardea alba), stârc roșu (Ardea purpurea), stârc galben (Ardeola ralloides), buhai de baltă (Botaurus stellaris), bătăuș (Calidris pugnax), chirichița cu obraz alb (Chlidonias hybrida), chirighiță neagră (Chlidonias niger), erete de stuf (Circus aeruginosus), erete vânăt (Circus cyaneus), egretă mică (Egretta garzetta), șoim călător (Falco peregrinus), piciorong (Himantopus himantopus), stârc pitic (Ixobrychus minutus), sfrâncioc roșiatic (Lanius collurio), stârc de noapte (Nycticorax nycticorax)
- amfibieni (1): Triturus carnifex
- nevertebrate (2): fluturele purpuriu (Lycaena dispar), Ophiogomphus cecilia
- pești (1): Cobitis bilineata

Pe lângă speciile protejate, pe teritoriul sitului au mai fost identificate 11 specii de păsări, 3 specii de amfibieni, 1 specie de mamifere, 1 specie de nevertebrate, 4 specii de reptile.